# Jesús Bea
Jesús Bea Martínez, conocido deportivamente como Bea, (Portonovo, Pontevedra, España; 11 de septiembre de 1950) fue un futbolista español que se desempeñaba como defensa, acumulando más de 250 partidos en 2ª División.

## Trayectoria
Bea formado en las categorìas inferiores del Pontevedra C.F., en la temporada 69-70 marchó en marzo como cedido al C.D. Ourense (2ª División) a petición del entrenador Francisco Campos (Sustituyó a Fernando Bouso en el banquillo) siendo titular desde su debut en la 29.ª jornada, en la visita a El Sadar que terminó en victoria (1-0) del C. A. Osasuna. En verano regresó al Pontevedra C.F. (2ª), recién descendida desde 1ª, donde jugó dos temporadas.
En la temporada 1972-1973 fichó por el recién descendido Sevilla F. C. (2ª). En el Ramón Sánchez-Pizjuán permaneció tres temporadas, consiguiendo el ascenso en la 74-75, aunque apenas tuvo protagonismo (3 partidos) esa temporada.
Tras no entrar en los planes del técnico sevillista Roque Olsen en 1ª División, Bea firmó por el Deportivo Alavés (2ª), donde disputó las siguientes 5 temporadas y anotó su primer gol en la categoría frente al Levante U. D. en la derrota 2-1. Abandonó el Mendizorroza en verano de 1980.
Bajó dos escalones para fichar por el C.F. Lorca Deportiva (3ª) siendo la primera temporada donde se disputaba el Grupo XIII, tras separarse los equipos adscritos a la Federación de Fútbol de la Comunidad Valenciana y la Federación de Fútbol de la Región de Murcia. Exceptuando un breve paso por la A.D. Ceuta (2ªB), Bea jugó en el equipo murciano hasta su retirada en la temporada 88-89, viviendo un ascenso a 2ª (83-84), dos ascensos a 2ªB (80-81 y 86-87), un descenso a 2ªB (84-85) y dos descensos a 3ª (85-86 y 88-89).

## Clubes
| Club                 | País   | Año         |
| -------------------- | ------ | ----------- |
| C.D. Ourense         | España | 1969 - 1970 |
| Pontevedra C.F.      | España | 1970 - 1972 |
| Sevilla F. C.        | España | 1972 - 1975 |
| Deportivo Alavés     | España | 1975 - 1980 |
| C.F. Lorca Deportiva | España | 1980 - 1982 |
| A.D. Ceuta           | España | 1982 - 1983 |
| C.F. Lorca Deportiva | España | 1983 - 1989 |